# Julian Marshall
Julian Marshall (* 24. Juni 1836 in Headingley, England; † 21. November 1903 in London) war ein englischer Autor, Musikalien- und Kunstsammler, Real Tennis- und Tennisspieler. Als Mitglied des All England Lawn Tennis and Croquet Club war er maßgeblich an der Vorbereitung der ersten Wimbledon Championships 1877 beteiligt.

## Leben
Marshall kam 1836 in Headingley, einem Vorort von Leeds, als Sohn einer Industriellenfamilie zur Welt. Sein Vater John Marshall war Abgeordneter des britischen Unterhauses.
Marshall begann früh Musikalien zu sammeln und beteiligte sich als Autor an der ersten Ausgabe des Grove Dictionary of Music and Musicians.
Nachdem Marshall 1872 bereits Regeln für das Real Tennis verfasst hatte, legte er gemeinsam mit Henry Jones und Charles Gilbert Heathcote im Frühjahr 1877 in Vorbereitung für das erste Turnier von Wimbledon die modernen Tennisregeln fest. Er nahm auch selbst am Turnier teil, unterlag allerdings Heathcote im Viertelfinale. 1886 war er nach dem Rückzug von Henry Jones für ein Jahr Oberschiedsrichter des Turniers.
Marshall starb 1903 im Londoner Stadtteil Hampstead.

## Werke
- Handbook of engravers of ornament London 1869
- The Annals of Tennis. "The Field" Office, London 1878. (online)
- Lawn-tennis, With the laws adopted by the M.C.C., and A.E.C. & L.T.C., and Badminton. 1879.
- Tennis cuts and quips,: In prose and verse, with rules and wrinkles. 1884.